# Klipphausen
Klipphausen là một đô thị thuộc huyện Meißen, bang Sachsen, Đức. Đô thị Klipphausen có diện tích 61,65 km², dân số thời điểm ngày 31 tháng 12 năm 2006 là 6170 người.